# 비즈니스 인사이더
비즈니스 인사이더(Business Insider)는 2009년 2월에 개설되어 뉴욕에 본사를 두고 있는 미국의 비즈니스 및 기술 뉴스 웹사이트이다. Silicon Alley Insider, Clusterstock 등의 브랜드를 소유하고 있다. 독일어와 폴란드어 뉴스 사이트도 운영한다.

## 역사
비즈니스 인사이더는 2009년 2월에 런칭하였으며 뉴욕 시에 위치해 있다. 더블클릭의 전 CEO 켈빈 P. 라이언, 드와이트 메리먼, 헨리 블러드겟이 설립하였다.